# Eleições estaduais em Goiás em 1950
As eleições estaduais em Goiás em 1950 ocorreram em 3 de outubro como parte das eleições no Distrito Federal, em 20 estados e nos territórios federais do Acre, Amapá, Rondônia e Roraima. Foram eleitos o governador Pedro Ludovico Teixeira, o vice-governador Jonas Duarte, o senador Domingos Velasco e mais sete deputados federais e trinta e dois deputados estaduais. O resultado oficial, porém, foi conhecido somente após as eleições adicionais de 1951.
O governador Pedro Ludovico Teixeira é formado em Medicina na Universidade Federal do Rio de Janeiro. Nascido na cidade de Goiás, exerceu a profissão em Bela Vista de Goiás e Rio Verde, casando-se na época com a filha de Antônio Martins Borges. Enfrentou o poder do clã Caiado nas páginas de O Sudoeste, foi redator de A Voz do Povo e membro honorário da Academia Paulista de Letras. Preso por sua atividade como jornalista, foi libertado graças ao irromper da Revolução de 1930. Nomeado interventor federal nesse mesmo ano, envolveu-se na fundação de Goiânia e construiu o Palácio das Esmeraldas. Deixou o poder após a queda do Estado Novo em 1945, mesmo ano onde foi eleito senador pelo PSD, mandato ao qual renunciou em favor de José da Costa Pereira ao reconquistar o cargo de governador pelo voto direto cinco anos depois.
Quanto ao vice-governador Jonas Duarte, este é capixaba de Cachoeiro de Itapemirim, mora em Anápolis desde os 13 anos e trabalhou nas Casas Pernambucanas antes de fixar-se como empresário. Filiado ao PSD, foi eleito por voto direto numa chapa diversa do titular, conforme previa a legislação vigente. Assumiu o Palácio das Esmeraldas quando Pedro Ludovico Teixeira renunciou para candidatar-se a senador.
Sobre a eleição para senador, esta foi decidida em prol de Domingos Velasco. Natural da cidade de Goiás, estudou no Colégio Militar do Rio de Janeiro antes de ingressar na Escola Militar do Realengo. Participou do Tenentismo, da Revolta Paulista de 1924 e da Revolução de 1930. Advogado formado na Universidade Federal Fluminense, atuou como secretário de Segurança no governo de Pedro Ludovico Teixeira e combateu a Revolução Constitucionalista de 1932. Jornalista, foi eleito deputado federal duas vezes pelo Partido Social Republicano e ajudou a conceber a Constituição de 1934. A nova Carta Magna determinava a eleição indireta do governador e de dois senadores por estado e nisso foi candidato ao governo goiano no ano seguinte, mas foi derrotado por Pedro Ludovico Teixeira. Chegou a ser preso durante o exercício de seu mandato parlamentar, mas foi libertado e absolvido das acusações que lhe imputaram, contudo o seu mandato foi extinto pelo golpe do Estado Novo. Afastou-se da vida pública até o ingresso na UDN sendo eleito deputado federal em 1945. Membro da tendência interna chamada Esquerda Democrática, ajudou a transformá-la no PSB, legenda pela qual foi eleito senador.

## Resultado da eleição para governador
Em relação à disputa pelo governo estadual os arquivos do Tribunal Superior Eleitoral informam o comparecimento de 148.730 eleitores, dos quais 140.985 foram votos nominais ou votos válidos. Foram apurados também 5.232 votos em branco (3,52%) 2.513 votos nulos (1,69%).
| Candidatos a governador do estado | Candidatos a vice-governador | Número | Coligação              | Votação | Percentual |
| --------------------------------- | ---------------------------- | ------ | ---------------------- | ------- | ---------- |
| Pedro Ludovico Teixeira PSD       | Ver abaixo -                 | -      | PSD, PTB               | 84.553  | 59,97%     |
| Altamiro Pacheco UDN              | Ver abaixo -                 | -      | UDN, PSP, PR, PTN, PRP | 56.432  | 40,03%     |
| Fontes:                           |                              |        |                        |         |            |

## Resultado da eleição para vice-governador
Em relação à disputa para vice-governador os arquivos do Tribunal Superior Eleitoral informam o comparecimento de 148.730 eleitores, dos quais 140.620 foram votos nominais ou votos válidos. Foram apurados também 5.728 votos em branco (3,85%) 2.382 votos nulos (1,60%).
| Candidatos a vice-governador | Candidatos a governador do estado | Número | Coligação              | Votação | Percentual |
| ---------------------------- | --------------------------------- | ------ | ---------------------- | ------- | ---------- |
| Jonas Duarte PSD             | Ver acima -                       | -      | PSD, PTB               | 83.498  | 59,38%     |
| Aquiles de Pina UDN          | Ver acima -                       | -      | UDN, PSP, PR, PTN, PRP | 57.122  | 40,62%     |
| Fontes:                      |                                   |        |                        |         |            |

## Resultado da eleição para senador
Em relação à disputa para senador os arquivos do Tribunal Superior Eleitoral informam o comparecimento de 148.730 eleitores, dos quais 134.369 foram votos nominais ou votos válidos. Foram apurados também 11.796 votos em branco (7,93%) 2.565 votos nulos (1,72%).
| Candidatos a senador da República | Primeiro suplente de senador | Número | Coligação           | Votação | Percentual |
| --------------------------------- | ---------------------------- | ------ | ------------------- | ------- | ---------- |
| Domingos Velasco PSB              | Ver abaixo -                 | -      | PSB, PSD            | 69.533  | 51,75%     |
| Coimbra Bueno PSP                 | Ver abaixo -                 | -      | PSP, PR, PTN, PRP   | 40.108  | 29,85%     |
| Alfredo Nasser UDN                | Ver abaixo -                 | -      | UDN (sem coligação) | 24.728  | 18,40%     |
| Fontes:                           |                              |        |                     |         |            |

## Resultado da eleição para suplente de senador
Foram apurados 98.129 votos nominais.
| Primeiro suplente de senador | Candidatos a senador da República | Número | Coligação           | Votação | Percentual |
| ---------------------------- | --------------------------------- | ------ | ------------------- | ------- | ---------- |
| José da Costa Paranhos PSB   | Ver acima -                       | -      | PSB, PSD            | 69.216  | 70,54%     |
| José Camilo de Oliveira PSP  | Ver acima -                       | -      | PSP, PR, PTN, PRP   | 28.031  | 28,56%     |
| Ernani Fagundes UDN          | Ver acima -                       | -      | UDN (sem coligação) | 882     | 0,90%      |
| Fontes:                      |                                   |        |                     |         |            |

## Deputados federais eleitos
São relacionados os candidatos eleitos com informações complementares da Câmara dos Deputados.

Representação eleita
  PSD: 4
  UDN: 2
  PSP: 1

| Deputados federais eleitos | Partido | Votação | Percentual | Cidade onde nasceu | Unidade federativa |
| Paulo Fleury               | PSD     | 16.015  |            | Goiás              | Goiás              |
| Jales Machado              | UDN     | 9.516   |            | Alfenas            | Minas Gerais       |
| Galeno Paranhos            | PSD     | 9.496   |            | Catalão            | Goiás              |
| José Fleury                | UDN     | 9.397   |            | Goiás              | Goiás              |
| Plínio Gayer               | PSD     | 8.405   |            | Santiago           | Rio Grande do Sul  |
| João de Abreu              | PSP     | 6.635   |            | Taguatinga         | Tocantins          |
| Benedito Vaz               | PSD     | 6.111   |            | Ipameri            | Goiás              |
| Fontes:                    |         |         |            |                    |                    |

## Deputados estaduais eleitos
Estavam em jogo as 32 cadeiras da Assembleia Legislativa de Goiás. Os deputados estaduais eleitos compuseram a 2.ª legislatura da Casa.

Representação eleita
  PSD: 15
  UDN: 9
  PSP: 5
  PTB: 3

Fonteː
| Deputados estaduais eleitos    | Partido | Votação | Percentual | Naturalidade          | Unidade federativa |
| Berenice Teixeira Artiaga      | PSD     | 3.859   | 2,59%      | Santa Cruz de Goiás   | Goiás              |
| Serafim de Carvalho            | PSD     | 3.279   | 2,20%      | Jataí                 | Goiás              |
| Wilson da Paixão               | PSD     | 2.740   | 1,84%      | Catalão               | Goiás              |
| Antônio Bertoldo de Souza      | PSD     | 2.707   | 1,82%      | Silvânia              | Goiás              |
| José de Souza Porto            | PSD     | 2.645   | 1,77%      | Posse                 | Goiás              |
| João Netto de Campos           | PSP     | 2.638   | 1,77%      | Catalão               | Goiás              |
| Emival Caiado                  | UDN     | 2.270   | 1,52%      | Goiás                 | Goiás              |
| Walfredo de Campos Maia        | PSP     | 2.257   | 1,51%      | Botucatu              | São Paulo          |
| Celestino Filho                | PSD     | 2.242   | 1,50%      | Corumbaíba            | Goiás              |
| Castro Costa                   | PSD     | 2.238   | 1,50%      | Trindade              | Goiás              |
| Diógenes Dolival Sampaio       | UDN     | 2.170   | 1,45%      | Catalão               | Goiás              |
| José Feliciano Ferreira        | PSD     | 2.166   | 1,45%      | Jataí                 | Goiás              |
| Hélio Seixo de Brito           | UDN     | 2.154   | 1,44%      | Goiás                 | Goiás              |
| Sebastião Gonçalves de Almeida | PSD     | 2.118   | 1,42%      | Jaraguá               | Goiás              |
| Felipe Santa Cruz              | PSD     | 2.107   | 1,41%      | Palmeiras de Goiás    | Goiás              |
| Jerônimo Pinheiro de Abreu     | PSD     | 2.081   | 1,39%      | Itaberaí              | Goiás              |
| Vilmar Guimarães               | UDN     | 2.054   | 1,38%      | Rio Verde             | Goiás              |
| Osmar Sampaio                  | UDN     | 2.046   | 1,37%      | Ribeirão Bonito       | São Paulo          |
| Jair Abrão Estrela             | PSD     | 2.044   | 1,37%      | Ipameri               | Goiás              |
| José de Assis Moraes           | UDN     | 2.038   | 1,37%      | Silvânia              | Goiás              |
| Lisboa Machado                 | UDN     | 1.992   | 1,33%      | Monte Alegre de Minas | Minas Gerais       |
| Sebastião de Almeida Guerra    | PSD     | 1.985   | 1,33%      | Inhumas               | Goiás              |
| Manoel Demóstenes              | UDN     | 1.982   | 1,33%      | Jaraguá               | Goiás              |
| Antônio José de Oliveira       | UDN     | 1.941   | 1,30%      | Monte Alegre de Goiás | Goiás              |
| Floriano Gomes da Silva        | PSD     | 1.903   | 1,27%      | Paraúna               | Goiás              |
| Maurício Neto Martins          | PSD     | 1.848   | 1,24%      | Goiandira             | Goiás              |
| Clodoveu Alves de Castro       | PSP     | 1.571   | 1,05%      | Itaberaí              | Goiás              |
| Antônio de Queiroz Barreto     | PTB     | 1.561   | 1,04%      | Goiás                 | Goiás              |
| Nicanor Silva                  | PSP     | 1.502   | 1,00%      | Itaberaí              | Goiás              |
| Salviano de Jesus Guimarães    | PSP     | 1.374   | 0,92%      | Planaltina            | Goiás              |
| Luiz Ângelo Milazzo            | PTB     | 1.318   | 0,88%      | Juiz de Fora          | Minas Gerais       |
| João Pires Vieira              | PTB     | 1.318   | 0,88%      | Tocantins             | Minas Gerais       |
| Fontes:                        |         |         |            |                       |                    |